# Rallye Belgien (Ypern) 2022
Die 58. Rallye Belgien (Ypern) war der 9. Lauf zur FIA-Rallye-Weltmeisterschaft 2022. Sie dauerte vom 18. bis zum 21. August 2022 und es wurden insgesamt 20 Wertungsprüfungen (WP) gefahren.

## Bericht
Bereits in der zweiten Wertungsprüfung fiel der WM-Führende Kalle Rovanperä (Toyota) nach einem Überschlag aus. Glücklicherweise konnten Fahrer als auch Co-Pilot Jonne Halttunen das Auto schadlos und aus eigener Kraft verlassen. Das Fahrzeug wurde aber so stark beschädig, dass an ein Weiterfahren nicht zu denken war. Rovanperä führte die Rallye an nach der ersten WP vor Ott Tänak (Hyundai). Thierry Neuville (Hyundai) hatte bereits in der ersten WP in einer Kurve einen kleinen Patzer und verlor dabei rund 10 Sekunden auf die Konkurrenz. In der zweiten WP war der Belgier absolut Schnellster und führte das Gesamtklassement an. Am Samstag gab es einen weiteren schweren Unfall. Diesmal von Craig Breen (M-Sport-Ford), der ausgangs einer Linkskurve in einen Graben rutschte und auf dem Fahrzeugdach liegen blieb. Breen und Beifahrer Paul Nagle blieben dabei unverletzt. Kurzzeitig fing die Wiese neben dem Auto Feuer, dies konnte Breen mit seinem mitgeführten Feuerlöscher und mit Hilfe einiger Zuschauer gelöscht werden. Tänak führte inzwischen den Wettbewerb vor seinem Teamkollegen Neuville an. Nachdem Neuville sechs Wertungsprüfungen gewonnen hatte und in Führung ging, rutsche er in WP 15 beim Ausgang einer Linkskurve von der Straße. Das Auto war rechts vorne derart beschädigt, dass er nicht mehr weiterfahren konnte. Am Abend führte Tänak vor Elfyn Evans (Toyota) mit 8,2 Sekunden Vorsprung, dahinter Esapekka Lappi (Toyota) mit knapp 1:10 Minuten Rückstand. Am Sonntag änderte sich nichts mehr am Siegerpodest der ersten drei. Die Mechaniker des Toyota GR Yaris Rally1 von Rovanperä konnten das Auto reparieren. In der Powerstage sicherte er sich mit Rang eins die fünf Extraweltmeisterschaftspunkte, im Gesamtklassement wurde der Finne auf dem 62. Rang geführt. In der Weltmeisterschaft führt Rovanperä mit 72 Punkten Vorsprung auf Tänak und 87 Punkten auf Evans.

## Klassifikationen

### WRC-Gesamtklassement
| WRC |                     |                            |                        |          |            |                 |      |
| 1   | Ott Tänak           | Martin Järveoja            | Hyundai i20 N Rally1   | WRC RC1  | 2:25:38.9  | 00.00:0 00:00.0 | 25+2 |
| 2   | Elfyn Evans         | Scott Martin               | Toyota GR Yaris Rally1 | WRC RC1  | 2:25:43.9  | 00:05.0         | 18+4 |
| 3   | Esapekka Lappi      | Janne Ferm                 | Toyota GR Yaris Rally1 | WRC RC1  | 2:27:20.5  | 01:41.6 01:36.6 | 15   |
| 4   | Oliver Solberg      | Elliott Edmondson          | Hyundai i20 N Rally1   | WRC RC1  | 2:29:07.4  | 03:28.5 01:46.9 | 12   |
| 5   | Takamoto Katsuta    | Aaron Johnston             | Toyota GR Yaris Rally1 | WRC RC1  | 2:31:45.0  | 06:06.1 02:37.6 | 10+1 |
| 6   | Stéphane Lefebvre   | Andy Malfoy                | Citroën C3 Rally2      | WRC2 RC2 | 2:35:39.6  | 10:00.7 03:54.6 | 8    |
| 7   | Andreas Mikkelsen   | Torstein Eriksen           | Škoda Fabia Rally2 evo | WRC2 RC2 | 2:35:42.76 | 10:03.8 00:03.1 | 6    |
| 8   | Yohan Rossel        | Valentin Sarreaud          | Citroën C3 Rally2      | WRC2 RC2 | 2:36:33.7  | 10:54.8 00:51.0 | 4    |
| 9   | Chris Ingram        | Craig Drew                 | Škoda Fabia Rally2 evo | WRC2 RC2 | 2:36:59.7  | 11:20.8 00:26.0 | 2    |
| 10  | FIA Nikolai Grjasin | FIA Konstantin Aleksandrov | Škoda Fabia Rally2 evo | WRC2 RC2 | 2:37:05.7  | 11:26.8 00:06.0 | 1    |

Insgesamt wurden 69 von 86 gemeldeten Fahrzeugen klassiert.

### WRC2
| Rang  | Fahrer            | Co-Pilot          | Auto                   | Klasse   | Zeit       | Rückstand Sieger Rückstand V | Punkte |
| ----- | ----------------- | ----------------- | ---------------------- | -------- | ---------- | ---------------------------- | ------ |
| 1 (6) | Stéphane Lefebvre | Andy Malfoy       | Citroën C3 Rally2      | WRC2 RC2 | 2:35:39.6  | 0:00.0                       | 25     |
| 2 (7) | Andreas Mikkelsen | Torstein Eriksen  | Škoda Fabia Rally2 evo | WRC2 RC2 | 2:35:42.76 | 0:03.1                       | 18     |
| 3 (8) | Yohan Rossel      | Valentin Sarreaud | Citroën C3 Rally2      | WRC2 RC2 | 2:36:33.7  | 0:54.1 0:51.0                | 15     |

### WRC3
| Rang   | Fahrer          | Co-Pilot      | Auto               | Klasse   | Zeit      | Rückstand Sieger Rückstand V | Punkte |
| ------ | --------------- | ------------- | ------------------ | -------- | --------- | ---------------------------- | ------ |
| 1 (34) | Jan Černý       | Tom Woodburn  | Ford Fiesta Rally3 | WRC3 RC3 | 2:53:14.2 | 00:00.0                      | 25     |
| 2 (51) | Zoltán László   | Tamás Kürti   | Ford Fiesta Rally3 | WRC3 RC3 | 3:03:56.0 | 10:41.8                      | 18     |
| 3 (69) | Enrico Brazzoli | Manuel Fenoli | Ford Fiesta Rally3 | WRC3 RC3 | 4:46:01.1 | 1:52:46.9 1:42:05.1          | 15     |

## Wertungsprüfungen
| Datum      | Zeit  | Nr.                          | Name                         | Länge                        | Gewinner                                                                               | Co-Pilot                                                                     | Auto                                                               | Zeit                                    | Gesamtführender  |
| ---------- | ----- | ---------------------------- | ---------------------------- | ---------------------------- | -------------------------------------------------------------------------------------- | ---------------------------------------------------------------------------- | ------------------------------------------------------------------ | --------------------------------------- | ---------------- |
| 18. August | 16:01 | —                            | Nieuwkerke (Shakedown)       | 7,34 km                      | Thierry Neuville                                                                       | Martijn Wydaeghe                                                             | Hyundai i20 N Rally1                                               | 03:44.4                                 |                  |
| 19. August | 10:16 | WP1                          | Vleteren 1                   | 11,97 km                     | Kalle Rovanperä                                                                        | Jonne Halttunen                                                              | Toyota GR Yaris Rally1                                             | 06:08.2                                 | Kalle Rovanperä  |
| 19. August | 11:08 | WP2                          | Westouter-Boeschepe 1        | 19,60 km                     | Thierry Neuville                                                                       | Martijn Wydaeghe                                                             | Hyundai i20 N Rally1                                               | 10:07.5                                 | Elfyn Evans      |
| 19. August | 12:03 | WP3                          | Mesen-Middelhoek 1           | 7,99 km                      | Ott Tänak                                                                              | Martin Järveoja                                                              | Hyundai i20 N Rally1                                               | 04:23.1                                 | Elfyn Evans      |
| 19. August | 12:53 | WP4                          | Langemark 1                  | 8,95 km                      | Elfyn Evans                                                                            | Scott Martin                                                                 | Toyota GR Yaris Rally1                                             | 04:13.5                                 | Elfyn Evans      |
| 19. August | 14:00 | Service Park Ypres (35 Min.) | Service Park Ypres (35 Min.) | Service Park Ypres (35 Min.) | Service Park Ypres (35 Min.)                                                           | Service Park Ypres (35 Min.)                                                 | Service Park Ypres (35 Min.)                                       | Service Park Ypres (35 Min.)            | Elfyn Evans      |
| 19. August | 15:16 | WP5                          | Vleteren 2                   | 11,97 km                     | Ott Tänak Thierry Neuville                                                             | Martin Järveoja Martijn Wydaeghe                                             | Hyundai i20 N Rally1                                               | 06:10.8                                 | Elfyn Evans      |
| 19. August | 16:08 | WP6                          | Westouter-Boeschepe 2        | 19,60 km                     | Thierry Neuville                                                                       | Martijn Wydaeghe                                                             | Hyundai i20 N Rally1                                               | 10:03.6                                 | Elfyn Evans      |
| 19. August | 17:03 | WP7                          | Mesen-Middelhoek 2           | 7,99 km                      | Thierry Neuville                                                                       | Martijn Wydaeghe                                                             | Hyundai i20 N Rally1                                               | 04:18.9                                 | Thierry Neuville |
| 19. August | 17:53 | WP8                          | Langemark 2                  | 8,95 km                      | Thierry Neuville                                                                       | Martijn Wydaeghe                                                             | Hyundai i20 N Rally1                                               | 04:12.6                                 | Thierry Neuville |
| 19. August | 18:28 | Service Park Ypres (50 Min.) | Service Park Ypres (50 Min.) | Service Park Ypres (50 Min.) | Service Park Ypres (50 Min.)                                                           | Service Park Ypres (50 Min.)                                                 | Service Park Ypres (50 Min.)                                       | Service Park Ypres (50 Min.)            | Thierry Neuville |
| 20. August | 09:15 | Service Park Ypres (20 Min.) | Service Park Ypres (20 Min.) | Service Park Ypres (20 Min.) | Service Park Ypres (20 Min.)                                                           | Service Park Ypres (20 Min.)                                                 | Service Park Ypres (20 Min.)                                       | Service Park Ypres (20 Min.)            | Thierry Neuville |
| 20. August | 10:13 | WP9                          | Reninge 1                    | 15,00 km                     | Kalle Rovanperä                                                                        | Jonne Halttunen                                                              | Toyota GR Yaris Rally1                                             | 07:48.8                                 | Ott Tänak        |
| 20. August | 11:08 | WP10                         | Dikkebus 1                   | 14,29 km                     | Esapekka Lappi                                                                         | Janne Ferm                                                                   | Toyota GR Yaris Rally1                                             | 07:42.9                                 | Ott Tänak        |
| 20. August | 12:00 | WP11                         | Wijtschate 1                 | 15,00 km                     | Thierry Neuville                                                                       | Martijn Wydaeghe                                                             | Hyundai i20 N Rally1                                               | 07:21.1                                 | Thierry Neuville |
| 20. August | 12:55 | WP12                         | Hollebeke 1                  | 22,32 km                     | Thierry Neuville                                                                       | Martijn Wydaeghe                                                             | Hyundai i20 N Rally1                                               | 11:30.9                                 | Thierry Neuville |
| 20. August | 14:00 | Service Park Ypres (35 Min.) | Service Park Ypres (35 Min.) | Service Park Ypres (35 Min.) | Service Park Ypres (35 Min.)                                                           | Service Park Ypres (35 Min.)                                                 | Service Park Ypres (35 Min.)                                       | Service Park Ypres (35 Min.)            | Thierry Neuville |
| 20. August | 15:13 | WP13                         | Reninge 2                    | 15,00 km                     | Thierry Neuville                                                                       | Martijn Wydaeghe                                                             | Hyundai i20 N Rally1                                               | 07:51.1                                 | Thierry Neuville |
| 20. August | 16:08 | WP14                         | Dikkebus 2                   | 14,29 km                     | Elfyn Evans                                                                            | Scott Martin                                                                 | Toyota GR Yaris Rally1                                             | 07:38.6                                 | Thierry Neuville |
| 20. August | 17:00 | WP15                         | Wijtschate 2                 | 15,00 km                     | Ott Tänak                                                                              | Martin Järveoja                                                              | Hyundai i20 N Rally1                                               | 07:19.2                                 | Ott Tänak        |
| 20. August | 17:55 | WP16                         | Hollebeke 2                  | 22,32 km                     | Ott Tänak                                                                              | Martin Järveoja                                                              | Hyundai i20 N Rally1                                               | 11:29.1                                 | Ott Tänak        |
| 20. August | 18:40 | Service Park Ypres (50 Min.) | Service Park Ypres (50 Min.) | Service Park Ypres (50 Min.) | Service Park Ypres (50 Min.)                                                           | Service Park Ypres (50 Min.)                                                 | Service Park Ypres (50 Min.)                                       | Service Park Ypres (50 Min.)            | Ott Tänak        |
| 21. August | 07:43 | Service Park Ypres (20 Min.) | Service Park Ypres (20 Min.) | Service Park Ypres (20 Min.) | Service Park Ypres (20 Min.)                                                           | Service Park Ypres (20 Min.)                                                 | Service Park Ypres (20 Min.)                                       | Service Park Ypres (20 Min.)            | Ott Tänak        |
| 21. August | 08:43 | WP17                         | Watou 1                      | 12,36 km                     | Elfyn Evans                                                                            | Scott Martin                                                                 | Toyota GR Yaris Rally1                                             | 06:18.7                                 | Ott Tänak        |
| 21. August | 09:38 | WP18                         | Kemmelberg 1                 | 13,31 km                     | Elfyn Evans                                                                            | Scott Martin                                                                 | Toyota GR Yaris Rally1                                             | 07:02.8                                 | Ott Tänak        |
| 21. August | 10:49 | Service Park Ypres (20 Min.) | Service Park Ypres (20 Min.) | Service Park Ypres (20 Min.) | Service Park Ypres (20 Min.)                                                           | Service Park Ypres (20 Min.)                                                 | Service Park Ypres (20 Min.)                                       | Service Park Ypres (20 Min.)            | Ott Tänak        |
| 21. August | 11:49 | WP19                         | Watou 2                      | 12,36 km                     | Ott Tänak                                                                              | Martin Järveoja                                                              | Hyundai i20 N Rally1                                               | 06:18.8                                 | Ott Tänak        |
| 21. August | 13:18 | WP20                         | Kemmelberg 2 (Power Stage)   | 13,31 km                     | 1. Kalle Rovanperä 2. Elfyn Evans 3. Thierry Neuville 4. Ott Tänak 5. Takamoto Katsuta | Jonne Halttunen Scott Martin Martijn Wydaeghe Martin Järveoja Aaron Johnston | Toyota GR Yaris Rally1 Hyundai i20 N Rally1 Toyota GR Yaris Rally1 | 06:58.6 06:59.7 07:01.5 07:01.9 07:04.1 | Ott Tänak        |